# Artur Jorge
Artur Jorge Braga de Melo Teixeira (Oporto; 13 de febrero de 1946-Lisboa; 22 de febrero de 2024) fue un futbolista y entrenador de fútbol portugués. También es conocido por escribir poesía. Fue elegido uno de los cien mejores futbolistas portugueses de la historia por el periódico deportivo Record.

## Jugador
Su carrerá comenzó como juvenil en el FC Porto. En su etapa profesional jugó en el Académica de Coimbra y SL Benfica, para concluir su trayectoria en Os Belenenses, en la temporada 1977/78, cuando se retiró por una grave lesión.
Durante su estancia en Coímbra, Artur Jorge estudió en la Facultad de Letras de la Universidad de Coímbra, graduándose en Filología Germánica en la Universidad de Lisboa en 1975, después de su traspaso al Benfica lisboeta. En el total de su carrera ganó cuatro Campeonatos de Liga, dos Copas de Portugal y dos copas de plata, premio al máximo goleador. 
A pesar de ser uno de los máximos goleadores del Benfica durante su etapa como futbolista,  la presencia de otros grandes delanteros, como Eusébio, Jordão o Nené provocó que sólo fue convocado en 16 ocasiones para jugar con la selección portuguesa, 2 con Académica de Coimbra, 13 con el Benfica y 1 con Os Belenenses, marcando un gol con el uniforme nacional. Su debut fue el 27 de marzo de 1967, en un partido amistoso contra Italia que concluyó con empate a uno, y jugó su último partido con la elástica rojiverde diez años después, el 30 de marzo de 1977, ganando por 1-0 a Suiza en un amistoso en Funchal. Fue, además, uno de los jugadores que alcanzó la final de la Copa de la Independencia de Brasil en 1972. Éste fue, posiblemente, el mayor éxito de su carrera. 
Uno de los problemas que le llevaron a su retirada fueron las lesiones: fue operado cinco veces de la rodilla antes de que, durante un entrenamiento en el Estadio Nacional, se fracturara una pierna, motivo que le impulsó definitivamente a retirarse.

## Entrenador
Después de su carrera como futbolista, fue a Leipzig, en Alemania Oriental, para estudiar metodología del entrenamiento de fútbol. Comenzó a entrenar al FC Porto en la temporada 1984/85, en el que ganó tres ligas (84/85, 85/86 y 89/90) y dos Taças de Portugal (1988 y 1991), habiendo entrenado en la 88/89 al Racing Paris. Además, en la temporada 86/87 logró su mayor éxito como entrenador al ganar la Copa de Europa al vencer por 2-1 al Bayern Munich, que era el favorito. Desde entonces, a Artur Jorge se le conoce como "Rey Arturo" (Rei Artur). En la temporada 1991/92  fichó por el Paris Saint-Germain, en el que ganó la Liga en la temporada 93/94.
Posteriormente, ha sido entrenador de varios equipos: Académica de Coimbra, Vitesse Arnhem, CD Tenerife, CSKA Moscú y la Selección de fútbol de Portugal, en dos etapas (de 1989 a 1991 y de 1996 a 1998), Selección de fútbol de Suiza, y Selección de fútbol de Camerún, en la que dimitió durante la fase de clasificación al Copa Mundial de Fútbol de 2006 de Alemania por injerencias en sus funciones. Su último equipo fue el Al-Nasr de la liga saudí, antes de fichar por el US Créteil-Lusitanos de la segunda división francesa.

## Clubes

### Jugador
| Club              | País     | Año       |
| ----------------- | -------- | --------- |
| FC Porto          | Portugal | 1964-1965 |
| Académica Coimbra | Portugal | 1965-1969 |
| SL Benfica        | Portugal | 1969-1975 |
| Os Belenenses     | Portugal | 1975-1978 |

### Entrenador
| Club                  | País           | Año       |
| --------------------- | -------------- | --------- |
| Vitoria SC            | Portugal       | 1980-1981 |
| Os Belenenses         | Portugal       | 1981      |
| Portimonense SC       | Portugal       | 1981-1983 |
| FC Porto              | Portugal       | 1984-1987 |
| Racing Club de France | Francia        | 1987-1989 |
| FC Porto              | Portugal       | 1989-1991 |
| París Saint-Germain   | Francia        | 1991-1994 |
| SL Benfica            | Portugal       | 1994-1995 |
| Selección de Suiza    | Suiza          | 1995-1996 |
| Selección de Portugal | Portugal       | 1996-1997 |
| CD Tenerife           | España         | 1997-1998 |
| Vitesse Arnhem        | Países Bajos   | 1998      |
| París Saint-Germain   | Francia        | 1998-1999 |
| Al-Nassr              | Arabia Saudita | 1999-2000 |
| Al-Hilal              | Arabia Saudita | 2000-2002 |
| Académica Coimbra     | Portugal       | 2002-2003 |
| PFC CSKA Moscú        | Rusia          | 2003-2004 |
| Selección de Camerún  | Camerún        | 2004-2006 |
| US Créteil-Lusitanos  | Francia        | 2006-2007 |
| MC Alger              | Argelia        | 2014-2015 |

## Palmarés

### Como jugador
- Primeira Divisão (4) - 1970/71, 1971/72, 1972/1973, 1974/75
- Taça de Portugal (2) - 1969/70, 1971/72

### Como entrenador
- Primeira Divisão (3) - 1984/85, 1985/86 y 1989/90
- Ligue 1 (1) - 1993/94
- Taça de Portugal (2) - 1987/88 y 1990/91
- Copa de Europa (1) - 1986/87